# Cánticos para El Alma
Cánticos para El Alma é a terceira coletânea musical do cantor e compositor Sérgio Lopes, lançada pela gravadora Line Records em 2000 .
A mesma chegou a ser relançada em 2014 pela gravadora.
Este é o primeiro álbum do cantor a ser gravado em língua estrangeira, com regravações em espanhol de músicas selecionadas dos álbuns "O Amigo", "Canaan", "O Sétimo" e "Noites e Momentos".
Por estar fora de catálogo há anos, é considerado como um dos cds mais raros do cantor.[carece de fontes?]
Em uma entrevista concedida á Rede Aleluia em 2000, no programa Sala de Visitas, Sérgio afirmou que o álbum surgiu devido a diversos emails enviados por fãs de outros países que falam espanhol, pedindo para o cantor fazer um álbum neste idioma, incluindo o inglês e o hebraico.

## Faixas
Todas as músicas por Sérgio Lopes
1. El Lamento de Israel - 03:55
2. El Amigo - 05:08
3. El Mar Rojo - 04:17
4. Cuando llore - 04:12
5. Israel Wail - 03:55
6. Marcas del Corazón - 03:19
7. Noches - 03:58
8. Canción de Bartimeo - 03:10
9. Rendición Total - 03:15
10. Aldea de Bethania - 04:08
11. Bney Ya'Akov - 03:56